# حسن رشيق
حسن رشيق هو عالم أنثروبولوجيا مغربي من مواليد سنة 1954، يعمل أستاذًا للدراسات الأنثروبولوجية في جامعة الحسن الثاني بالدار البيضاء، مدير المركز المغربي للعلوم الاجتماعية بها، أستاذ زائر بعدد من الجامعات الدولية، وعضو مقيم بأكاديمية الممكلة المغربية.
من بين مؤلفاته «سيدي شمهروش: الطقوسي والسياسي في الأطلس الكبير»، و«القريب والبعيد: قرن من الأنثربولوجيا من المغرب» و«ديناميات الهوية الجماعية في المغرب».

## مسيرته
هو واحد من علماء الأنثروبولوجيا المغاربة، اشتغل منذ 1982 أستاذا في كلية العلوم القانونيّة والاقتصاديّة والاجتماعيّة في الدار البيضاء، وكان قد عمل أستاذا زائرا بعدد من الجامعات الأمريكيّة والأوروبيّة والعربيّة، مثل جامعة برنستون الأمريكيّة، ومدرسة الدراسات العليا في العلوم الاجتماعية في باريس، وجامعة براون، والجامعة اليسوعيّة في بيروت، ومعهد دراسة الحضارات الإسلامية في لندن، وهو عضو مؤسّس للمركز المغربي للعلوم الاجتماعيّة (2006).
انكبّ في بحوثه الميدانيّة الأولى على دراسة الطقوس القربانيّة والتحوّلات الاجتماعيّة في المناطق الريفيّة، ثمّ انصرف للنظر في استعمالات الأيديولوجيات وعلم اجتماع المعرفة الأنثروبولوجية.

## المؤلفات
- سيدي شمهروش: الطقوسي والسياسي في الأطلس الكبير، [3]
- القريب والبعيد: قرن من الأنثربولوجيا من المغرب
- ديناميات الهوية الجماعية في المغرب
- مديح الهويات المرِنة، ملتقى الطرق (المغرب) ترجمة: حسن الطالب 2020
- الإسلام في الحياة اليومية، كتاب جماعي مع محمد العيادي، ومحمد الطوزي، ترجمة عبد العزيز لوديي، محفوظ سعيدي ومحمد وصيف، ملتقى الطرق، الدار البيضاء
- Sacré et sacrifice dans le Haut Atlas marocain, Casablanca, Afrique Orient, 1990.
- Le sultan des autres, rituel et politique dans le Haut Atlas, Casablanca, Afrique Orient, 1992
- Comment rester nomade, Casablanca, Afrique Orient, 2000
- Symboliser la nation Essai sur l’usage des identités collectives au Maroc, Éd. Le Fennec, Casablanca, 2003 ;
- Usages de l’identité amazighe au Maroc (éd), Imprimerie Annajah, Casablanca, 2006 ;
- L’islam au quotidien, avec M. El Ayadi et M. Tozy, Casablanca, Ed. Prologues, 2007.
- Le proche et le lointain - Un siècle d’anthropologie au Maroc, Marseille, Éd. Parenthèses, Maison méditerranéenne des sciences de l’homme, 2012,